# Segunda División de Fútbol Sala (Perú)
La Segunda División (antes División  de Ascenso) es una liga de futsal, organizada por la Federación Peruana de Fútbol, y la segunda categoría de este deporte en el país.

## Equipos participantes 2019
| Equipos                                                     |
| ----------------------------------------------------------- |
| Racing Bocanegra                                            |
| Academia Hermanos Rey                                       |
| Escuela Talentos / Deportivo Perú de San Juan de Lurigancho |
| UNMSM                                                       |

## Historia
Tras la formalización y el crecimiento de la División de Honor (en ese entonces llamada División Superior), se creó la División de Ascenso a principios de los años 2000. A partir de 2010, cuando la primera división pasó a denominarse de manera oficial como División de Honor, la competición cambió de nombre a División Superior. Posteriormente, a partir de 2016, pasó a ser la Segunda División del Futsal Pro de la FPF. 

## Sistema de competición
El formato de competición varía de un año a otro. Sin embargo, es usual que se juegue una fase regular en la que los equipos se enfrentan entre sí una vez bajo el formato de todos contra todos. Posterior a la fase regular en el pasado se jugaba un hexagonal final. Otro formato recurrente es el de dividir a los equipos en grupos con los ganadores de cada uno enfrentándose en la final. 
En el pasado también se usó el formato de apertura y clausura, en el que los equipos ganadores de ambos torneos definían el título en una final. También se han jugado dos rondas bajo el formato de todos contra todos asignando el campeonato al primer lugar.

## Lista de campeones
| Temporada                    | Campeón                                 | Resultado           | Subcampeón                                 | Tercer lugar                |
| División de Ascenso          | División de Ascenso                     | División de Ascenso | División de Ascenso                        |                             |
| ---------------------------- | --------------------------------------- | ------------------- | ------------------------------------------ | --------------------------- |
| 2002                         |                                         |                     |                                            |                             |
| 2003                         | Alianza San Juan                        |                     | Deportivo Magdalena                        | Club Túpac Amaru (3.º)      |
| 2004                         |                                         |                     |                                            |                             |
| 2005                         |                                         |                     | Univ. Nacional de Ingeniería               | Internacional Juvenil (3.º) |
| 2006                         |                                         |                     |                                            |                             |
| 2007                         | Dynamo San Luis                         | 5 - 1               | UTP                                        |                             |
| 2008                         | AFA Rímac                               |                     |                                            |                             |
| 2009                         | DISEGRAP (Clausura)                     |                     | Universidad Nacional del Callao (Apertura) |                             |
| División Superior            |                                         |                     |                                            |                             |
| 2010                         | Dínamo San Borja (Apertura)             | 3 - 0               | RR La Molina (Clausura)                    |                             |
| 2011                         | Univ. Nacional de Ingeniería (Apertura) |                     |                                            |                             |
| 2012                         | Colegio Alfonso Ugarte (Apertura)       | 3 - 2               | UNMSM (Clausura)                           |                             |
| 2013                         | Los Pioneros                            |                     | Univ. Nacional de Ingeniería               |                             |
| 2014                         | Deportivo Santa Anita (Apertura)        |                     | Deportivo Overall (Clausura)               |                             |
| 2015                         | UCH (Apertura)                          |                     |                                            |                             |
| 2016                         | Cabitos                                 |                     | América San Juan                           |                             |
| Futsal Pro: Segunda División |                                         |                     |                                            |                             |
| 2017                         | RP Futsal                               | hexagonal final     | Paraíso Huachipa                           |                             |
| 2018                         | Palermo FC                              | 5 - 0               | Tigres Somos Villa                         |                             |
| 2019                         | Racing Bocanegra                        | 1 - 0               | Academia Hermanos Rey                      |                             |

## Estadísticas

### Goleadores por temporada
| Temporada | Jugador        | Club             | Goles | PJ |
| --------- | -------------- | ---------------- | ----- | -- |
| 2017      | José La Madrid | Escuela Talentos | 24    |    |
| 2018      |                |                  |       |    |
| 2019      |                |                  |       |    |
| 2020      |                |                  |       |    |
| 2021      |                |                  |       |    |